# Manzana de San Luis
Manzana de San Luis es una localidad del estado mexicano de Michoacán. Es parte del municipio de Ocampo.

## Toponimia
El nombre «San Luis» hace referencia al santo patrono de la localidad: San Luis Rey.

## Demografía
| Gráfica de evolución demográfica |
|                                  |

| Censo | Población |
| ----- | --------- |
| 1970  | 756       |
| 1980  | 938       |
| 1990  | 1198      |
| 2000  | 2125      |
| 2010  | 2996      |
| 2020  | 3399      |